# Liste von Beamten am Dresdner Hof
Die Liste von Beamten am Dresdner Hof enthält eine zufällige Aufstellung ohne Anspruch auf Vollständigkeit von höheren Bediensteten der Kurfürsten bzw. Könige von Sachsen, die in Dresden wirkten.

## Kammerherren
- 1728: Johann Ehrenreich Graf von Geyersberg (1672–1741), Stallmeister
- 1728: Ernst Ferdinand von Knoch
- 1728: Hiob Friedrich von Bomsdorff
- 1728: Friedrich Herrmann von Hagen
- 1728: Johann August von Ponickau († 1747; Vater des gleichnamigen Kriegsrats)

## Kammerjunker
- 1728: George Heinrich von Nitzschwitz
- 1728: Carl Friedrich von Jordan
- 1728: Christoph Heinrich von Leipziger (1678–1748), Amtshauptmann zu Torgau
- 1728: Johann Georg von Altenstein
- 1728: Ernst Rudolph von Stammer
- 1728: Wolff Heinrich von Marschall
- 1728: Johann Damm von Schönberg
- 1728: Heinrich von Bünau
- 1728: Heinrich von Einsiedel
- 1728: Johann von Meiseburg
- 1728: Johann Christoph von Zehmen
- 1728: Hans Adolph von Seebach
- 1728: Gebhardt Johann von Alvensleben
- 1728: Hans Löser

## Leibmediziner
- 1728: Johann Gottfried Berger (1659–1736), Hofrat (Dresden wird im Artikel nicht erwähnt)
- 1728: August Friedrich Walther

## Geheimer Sekretär
- 1728: Johann Georg Tischer, Hofrat

## Rentsekretär
- 1728: Christoph Lucius